# Andrew Bennie
Andrew David Bennie (Auckland, 18 de agosto de 1956) es un jinete neozelandés que compitió en la modalidad de concurso completo.
Participó en dos Juegos Olímpicos de Verano, obteniendo una medalla de bronce en Seúl 1988, en la prueba por equipos (junto con Mark Todd, Margaret Knighton y Judith Pottinger) y el sexto lugar en Los Ángeles 1984, en la misma prueba.

## Palmarés internacional
| Juegos Olímpicos | Juegos Olímpicos     | Juegos Olímpicos  | Juegos Olímpicos |
| Año              | Lugar                | Medalla           | Categoría        |
| ---------------- | -------------------- | ----------------- | ---------------- |
| 1988             | Seúl (Corea del Sur) | Medalla de bronce | Por equipos      |